# Chilothorax scuticollis
Chilothorax scuticollis är en skalbaggsart som beskrevs av Semenov 1898. Chilothorax scuticollis ingår i släktet Chilothorax och familjen Aphodiidae. Inga underarter finns listade i Catalogue of Life.